# Ubiquiti Networks
Ubiquiti Inc. (voorheen Ubiquiti Networks, Inc.) is een Amerikaans technologiebedrijf, in 2003 opgericht in San Jose (Californië). Het hoofdkantoor verhuisde enige tijd later naar New York. Ubiquiti produceert en verkoopt onder meerdere merknamen draadloze datacommunicatieproducten en bedrade producten voor bedrijven en woningen. Op 13 oktober 2011 had Ubiquiti zijn beursintroductie (IPO) van 7,04 miljoen aandelen, tegen $15 per aandeel, waarmee $ 30,5 miljoen werd opgehaald.

## Producten
Ubiquiti's eerste productlijn was de "Super Range" mini-PCI-radiokaarten, die later werd uitgebreid met andere draadloze producten.
De XR-kaarten van Ubiquiti waren in staat om te werken op niet-standaard IEEE 802.11-banden, waardoor de impact van congestie in de 2,4 GHz- en 5,8 GHz-banden verminderd werd. In augustus 2007 vestigde een groep Italiaanse amateurradio-operators een wereldrecord voor point-to-point-verbindingen in het 5,8 GHz-spectrum met behulp van twee XR5-kaarten en schotelantennes van 35 dBi. Het Italiaanse team wist een link van 304 kilometer (ongeveer 188 mijl) te realiseren met datasnelheden tussen de 4 en 5 Mbit/s.
Ubiquiti produceert draadloze netwerkapparaten die speciaal ontworpen zijn voor thuisgebruik. Daarnaast zijn er ook producten specifiek bedoeld voor bekabelde netwerken (routers en switches). Vanaf 2020 kwamer er ook producten voor internetproviders op de markt.

## Veiligheidsproblemen

### U-Boot-configuratie-extractie
In 2013 werd er een veiligheidsprobleem ontdekt in de versie van de U-Boot-bootloader die werd gebruikt in Ubiquiti-apparaten. Dit probleem maakte het mogelijk om de configuratie van het apparaat in platte tekst te extraheren zonder enig spoor achter te laten, door middel van Trivial File Transfer Protocol (TFTP) en een Ethernet- kabel. Hierdoor kon gevoelige informatie zoals wachtwoorden worden onthuld.
Ubiquiti maakte gebruik van een beveiligde applicatie genaamd U-Boot, waarvan de broncode was gelicentieerd onder GPL. Ondanks herhaalde verzoeken om de broncode vrij te geven, weigerde het bedrijf dit te doen, waardoor klanten het veiligheidsprobleem niet zelf konden oplossen. Hoewel het probleem is opgelost in de nieuwste hardware van Ubiquiti, weigerde het bedrijf lang om te voldoen aan de GPL-voorwaarden. Uiteindelijk werd de code toch vrijgegeven onder de GPL-licentie.

### Upatre-trojan
In juni 2015 meldde journalist Brian Krebs dat onderzoekers van het Fujitsu Security Operations Centre in het Verenigd Koninkrijk een trojan genaamd Upatre volgden, die werd bediend vanaf honderden gecompromitteerde thuisrouters, waaronder routers aangedreven door MikroTik en Ubiquiti's airOS. Volgens Bryan Campbell van het Fujitsu Security Operations Centre werden honderden draadloze toegangspunten en routers getroffen door het botnet, waarvan de meeste op AirOS draaiden. Het botnet maakte waarschijnlijk gebruik van bekende kwetsbaarheden in de firmware van de routers om de routers te infecteren en te communiceren met het botnet.

### Vermeend datalek in de cloud uit 2021
In januari 2021 werd er melding gemaakt van een mogelijk datalek van de cloudaccounts van Ubiquiti, waarbij het mogelijk was dat de inloggegevens van klanten waren blootgesteld aan een derde partij die niet geautoriseerd was.
In maart 2021 meldde beveiligingsblogger Brian Krebs dat een klokkenluider beweerde dat Ubiquiti de omvang van een datalek bagatelliseerde om de aandelenkoers van het bedrijf te beschermen. De klokkenluider beweerde dat het bedrijf de veiligheid van klanten in gevaar bracht. Ubiquiti reageerde op de berichtgeving van Krebs en zei dat de aanvaller geen toegang had tot klantinformatie en dat ze geloven dat klantgegevens niet het doelwit waren van het incident.
Op 1 december 2021 heeft een voormalige hoge medewerker van Ubiquiti een aanklacht gekregen van de aanklager van het zuidelijke district van New York wegens gegevensdiefstal en fraude. De aanklacht beweert dat de werknemer miljoenen dollars van het bedrijf heeft gestolen en verdere schade heeft veroorzaakt door het publiceren van misleidende nieuwsartikelen over hoe het bedrijf omging met de inbreuk. Dit leidde tot een aanzienlijke daling van de aandelenkoers van het bedrijf. The Verge meldde dat deze aanklacht de verklaring van Ubiquiti leek te ondersteunen dat er geen klantgegevens waren gecompromitteerd tijdens de inbreuk.

## Brian Krebs-rechtszaak
In maart 2022 heeft Ubiquiti een rechtszaakaangespannen tegen beveiligingsonderzoeker Brian Krebs vanwege laster, vanwege zijn berichtgeving over beveiligingsproblemen bij het bedrijf. Later hebben beide partijen het geschil opgelost buiten de rechtbank in september 2022.

## Juridische moeilijkheden

### Amerikaanse sancties tegen Iran
In maart 2014 heeft Ubiquiti ingestemd om een bedrag van $504.225 te betalen aan het Office of Foreign Assets Control, nadat het bedrijf vermoedelijk de Amerikaanse sancties tegen Iran had geschonden.

### Naleving van open source-licenties
In 2015 was er een beschuldiging tegen Ubiquiti dat ze de voorwaarden van de GPL-licentie voor open-sourcecode in hun producten hadden geschonden. Later heeft Ubiquiti het probleem opgelost. In 2019 is er echter opnieuw gemeld dat Ubiquiti de GPL-licentie schendt.

### Overig
Ubiquiti maakte in 2015 bekend dat het $ 46,7 miljoen verloor nadat een onbekende persoon zich voordeed als werknemer en de financiële afdeling misleidde om geld over te maken. Dit resulteerde in een aanzienlijk financieel verlies voor het bedrijf.